# Institut Pierre Richet
L'Institut Pierre-Richet est un centre de recherches et de formation spécialisé dans les maladies tropicales à transmission vectorielle sévissant en Côte d'Ivoire. Ses activités portent essentiellement sur la maladie du sommeil, le paludisme et les maladies infectieuses émergentes et aussi sur les insectes vecteurs de ces maladies. L'institut est situé à Bouaké en Côte d'Ivoire. Historiquement consacré à la recherche entomologique dans la lutte contre l'onchocercose, cet axe de recherche a laissé la place à de nouvelles missions depuis que cette maladie est contrôlée et qu'une stratégie de lutte médicamenteuse a remplacé la seule lutte antivectorielle.

## Histoire

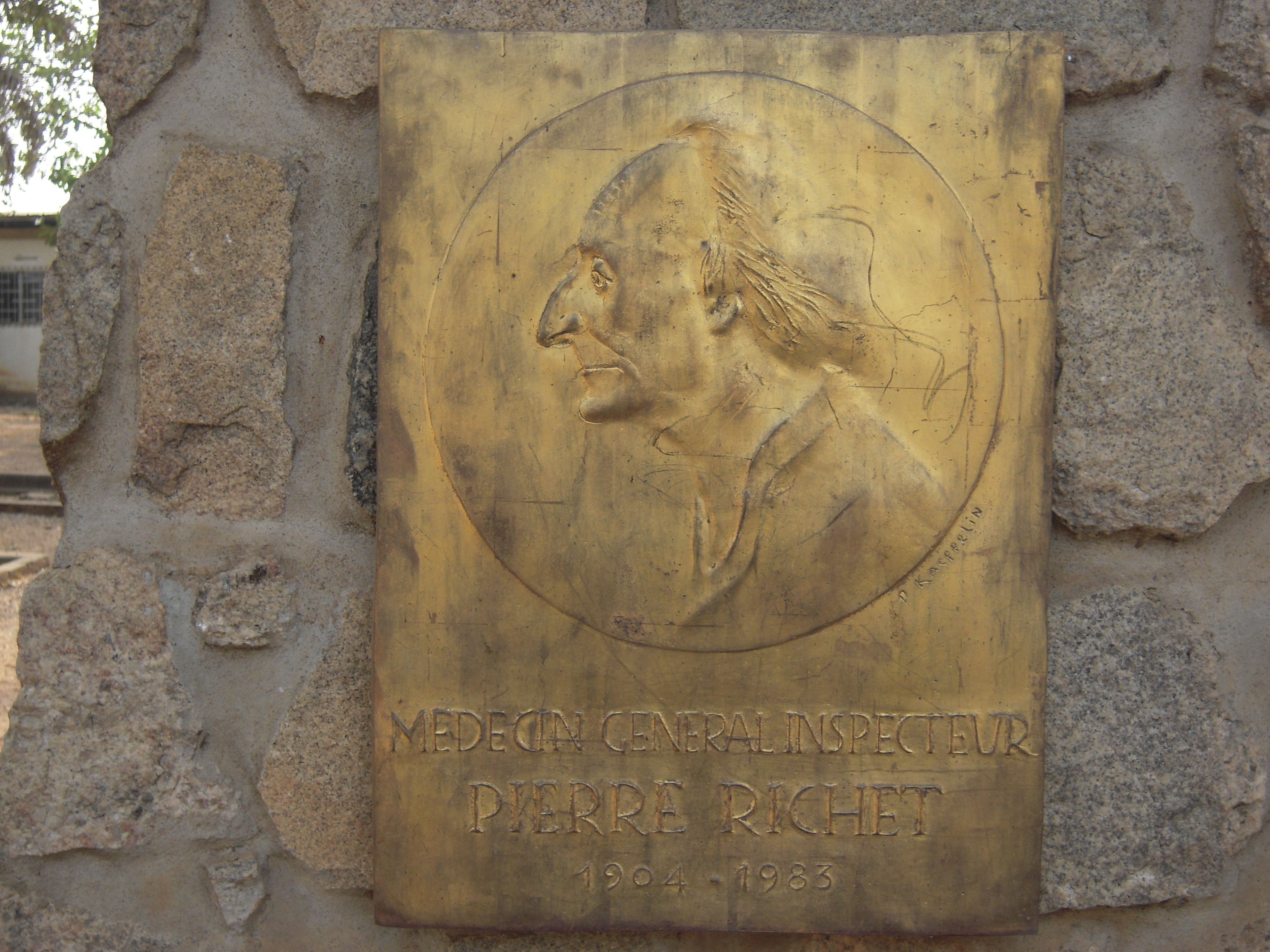
Pierre Richet à l'entrée des bâtiments de l'Institut

En 1955, le Docteur Pierre Richet devient directeur du Service général d'hygiène mobile et de prophylaxie (SGHMP) d'Afrique occidentale française dont le siège est à Bobo-Dioulasso. Depuis 1936 il lutte contre l'onchocercose mais ne dispose toujours pas de traitement médical efficace. Par contre l'expérience récente qu'il a menée au Tchad dans la région du Mayo Kébi, lui a fait prendre conscience des possibilités nouvelles qu'offrent les insecticides, mais aussi du déficit de connaissances entomologiques qu'il faut combler avant de se lancer dans une stratégie de lutte basée sur ces molécules. C'est le début de sa collaboration avec l'Office de la recherche scientifique et technique outre-mer (ORSTOM) et ses entomologistes. Pierre Richet transforme le siège administratif de son service en centre de recherche (qui deviendra Centre Muraz) en le dotant de plusieurs laboratoires dont une Section entomologie "Onchocercose" créée dès 1955 et confiée au Docteur Max Ovazza, entomologiste médical de l'ORSTOM, spécialiste des simulies (insectes vecteurs de l'onchocercose). En 1960, à la suite de l'indépendance de tous les pays francophones de la région, une structure inter-étatique de lutte est créée sous le nom de Organisation de coopération et de coordination pour la lutte contre les grandes endémies (OCCGE) dont le siège est fixé à Bobo-Dioulasso en lieu et place de la direction de l'ex-SGHMP, Pierre Richet en devient le premier secrétaire général. La Section entomologie "Onchocercose" passe alors sous la tutelle de l'OCCGE.
Plusieurs antennes de la section sont créées dans les pays de la région entre 1957 et 1963, elles arrêtent leur activité en 1974 lors du lancement du programme de lutte contre l'onchocercose dans le bassin des Voltas. C'est dans le cadre du lancement de ce programme que la section est transférée à Bouaké en 1973. En 1974 elle devient Centre entomologique de l'onchocercose (CEO) et en 1976 Institut de recherches sur l'onchocercose (IRO). En 1980, l'équipe des entomologistes spécialistes de l'étude des glossines (vecteurs de la maladie du sommeil) du Centre Muraz est aussi transférée à Bouaké car les foyers ivoiriens de cette endémie sont en pleine reviviscence et se situent à faible distance de cette grande ville. En 1981, l'institut prend donc le nom d'Institut de recherches sur la trypanosomiase et l'onchocercose (IRTO).
L'institut a été renommé Institut Pierre Richet (IPR) en 1985, deux ans après le décès de celui-ci. En 1984, l'institut compte 10 chercheurs, 6 techniciens supérieurs et 54 agents et ses recherches sont essentiellement financées par l'Organisation mondiale de la santé mais aussi par la Côte d'Ivoire et la Fondation Raoul Follereau. En 2000, l'OCCGE est dissoute et fusionne avec son homologue des états anglophones d'Afrique de l'Ouest pour devenir l'Organisation ouest africaine de la santé (OOAS). L'institut est alors rétrocédé à la République de Côte d'Ivoire. Le ministère de la Santé publique de Côte d'Ivoire décide alors du rattachement de l'Institut Pierre Richet à son Institut national de santé publique d'Abidjan. En 2002, le programme de lutte contre l'onchocercose en Afrique de l'Ouest de l'OMS, dit OCP, se termine après 28 ans d'activité et laisse la place à un programme plus vaste, basé sur les traitements médicamenteux, le Programme africain de lutte contre l'onchocercose (APOC), dès lors les programmes de recherches relatifs aux simulies perdent de leur importance pour l'IPR qui se recentre sur d'autres priorités.

## Rattachement et localisation
L’Institut Pierre-Richet est rattaché depuis 2001 à l’Institut national de santé publique de Côte d'Ivoire (INSP) sous la tutelle du Ministère de la santé et de la lutte contre le sida. En 2018, il est dirigé par le Directeur : Dramane Kaba. L'institut est implanté Route de l'Aéroport, dans le voisinage immédiat du Centre hospitalier universitaire de Bouaké.

## Organisation
L’Institut Pierre-Richet est spécialisé dans la lutte contre les grandes endémies et comprend 3 unités de recherche et de lutte (URL):
- URL « Glossines et Trypanosomiase Humaine Africaine »
- URL « Anophèles et Paludisme »
- URL « Maladies Émergentes et Réémergentes »

## Missions
L’IPR est la principale institution de recherche sur les maladies à transmission vectorielle de Côte d'Ivoire. Les axes de recherche de l’IPR portent sur l’épidémiologie de la maladie du sommeil et du paludisme, la génétique de leurs parasites, la bio-écologie et la génétique de leurs vecteurs, la lutte anti-vectorielle et les problèmes de résistance des vecteurs aux insecticides. Ces recherches constituent le lien entre la recherche fondamentale et la recherche opérationnelle dont les programmes nationaux de lutte ont besoin pour la mise en œuvre de leurs actions mais également pour leur évaluation.
L'IPR est un centre de recherche, mais aussi une structure de formation et d’évaluation entomologique et épidémiologique et qui collabore sur le plan national pour remplir ses missions avec le Centre Suisse de Recherches Scientifiques en Côte d’Ivoire (CSRS-CI), l’Unité de Formation et de Recherche en Biosciences de l’Université de Cocody (Abidjan), le Centre d’entomologie médicale et vétérinaire (CEMV) de Bouaké et le Centre de Recherche en Développement (CRD) de l’Université de Bouaké. 

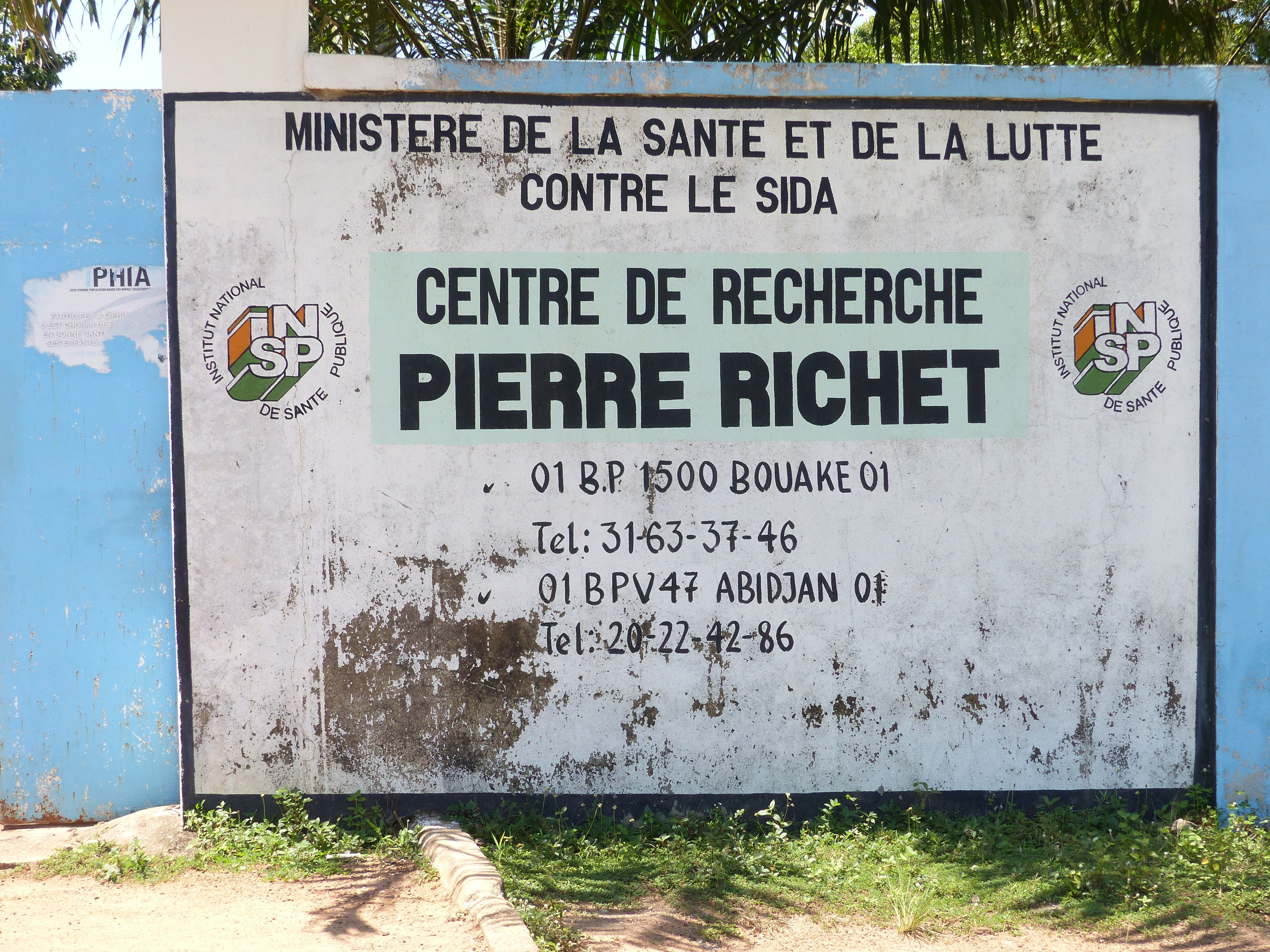
Mur de façade de l'Institut Pierre Richet

Plusieurs projets de recherche pluridisciplinaire (entomologie - parasitologie - socio-anthropologie) dans les domaines du paludisme et de la maladie du sommeil, ont été réalisés en collaboration avec les programmes nationaux de lutte respectifs, en prenant en compte notamment les enfants de moins de 5 ans et les femmes enceintes. Une attention particulière est portée à la transmission de la mère à l'enfant du paludisme et de la maladie du sommeil.

### Maladie du sommeil
L'IPR travaille en étroite collaboration avec le programme national de lutte, contre la Trypanosomose humaine africaine (PNETHA) en vue de l'élimination de la maladie en tant que problème de santé publique, dans le cadre du programme d'élimination des maladies tropicales négligées de l'Organisation mondiale de la santé (OMS). Son action est multiple dans la recherche comme dans la formation et l'information.
La lutte contre la trypanosomiase humaine africaine (THA), continue de préoccuper les chercheurs du continent dont l’objectif est l'élimination totale à l’horizon 2020. À cet effet, l'IPR accueille des réunions internationales comme celle des 6 au 8 mars 2018 ayant pour thème l'état d’avancement et les perspectives des activités du projet Ditect-Hat, projet dont le but est de mettre au point des tests de diagnostic à la fois rapides, peu onéreux, fiables, acceptables par les personnes et faciles à mettre en œuvre dans des centres de santé périphériques sans laboratoires. Dans le contexte de pré-éradication qui prévaut dorénavant le dépistage des derniers cas devient très difficile, le coût du cas dépisté s'élève et le dépistage s'opère de plus en plus dans des centres de soins isolés et sous-équipés d'où le besoin de disposer de tels examens de diagnostic. Ce type de colloque réunit à l'IPR des chercheurs venus de France, Belgique, Royaume-Uni, Congo, Guinée, Burkina Faso, Ouganda, et Côte d’Ivoire.
L'IPR forme en particulier les intervenants de terrain dans la lutte contre la THA. Pour l'éducation à la santé et l'information, l'IPR en partenariat avec l'IRD produit des supports comme le film La maladie du bout de la piste diffusé le 23 janvier 2018.

### Paludisme

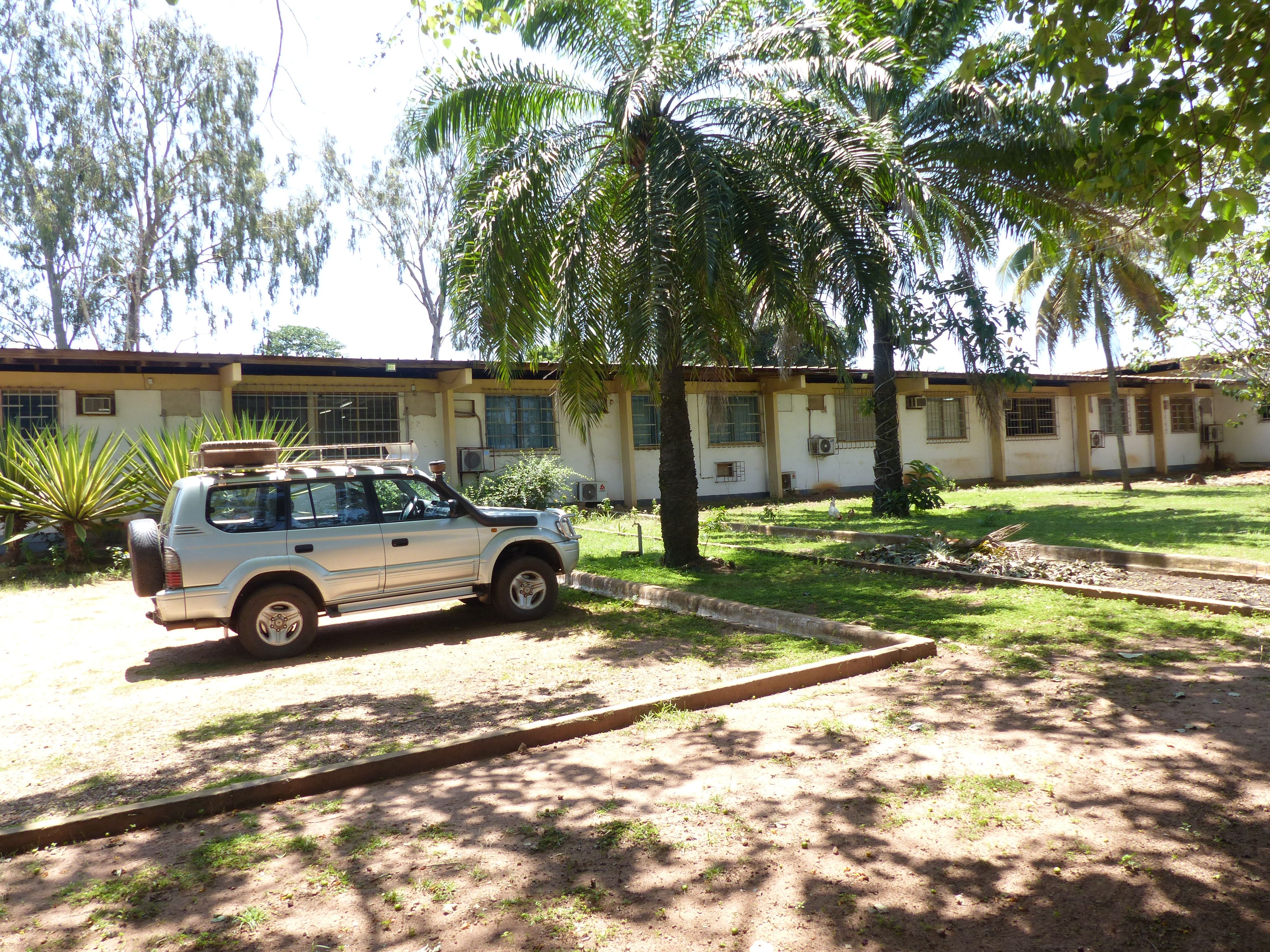
Bâtiments de laboratoires

L’IPR collabore avec le programme national de lutte contre le paludisme (PNLP) et le groupe Sanofi Aventis pour une étude de pharmacovigilance et d’efficacité de la combinaison artésunate-amodiaquine (ASAQ) qui est le traitement de première intention des accès palustres simples à Plasmodium falciparum en Côte d’Ivoire.
L’émergence et l’expansion de la résistance aux principaux outils curatifs disponibles (médicaments) ou préventifs (lutte anti-vectorielle), mobilise les chercheurs de l'IPR  qui étudient de nouvelles stratégies afin de suppléer au risque de perte d'efficacité de la stratégie actuelle qui repose principalement sur les distributions massives de moustiquaires imprégnées d’insecticides à longues durées d’action. La résistance des anophèles vecteurs aux pyréthrynoïdes, seuls insecticides autorisés pour l’imprégnation des moustiquaires, montre ici toute sa dangerosité.
Un autre exemple de recherche appliquée réalisé par l'IPR en matière de lutte contre le paludisme est l'expérimentation sur le terrain en Côte d'Ivoire des avant-toits filtrants dotés de moustiquaires imprégnées d'insecticide à longue durée d'action (en anglais Eave-tube). Le projet Eave-tube est une nouvelle méthode de lutte contre le paludisme développée aux Pays-Bas. Pour la phase expérimentale, le projet s'intéresse à une quarantaine de villages situés à 50 km aux alentours de Bouaké. Dans sa mise en œuvre sur le terrain, il est prévu d’installer 6 à 10 Eave-tubes par maisons dans 20 villages.

## Coopération internationale
L’IPR est un partenaire historique de l’Institut de recherche pour le développement (IRD). Les axes de recherche communs portent sur l’épidémiologie de la trypanosomose humaine africaine (THA), du paludisme, la génétique des parasites, la bio-écologie et la génétique des vecteurs, la lutte anti-vectorielle et les problèmes de la résistance des vecteurs aux insecticides. Ces recherches constituent le lien entre la recherche fondamentale et la recherche opérationnelle dont les programmes nationaux de lutte (PNLP et PNLTHA) ont besoin pour la mise en œuvre de leurs actions. La collaboration entre ces deux structures a conduit à la formation de plusieurs chercheurs et à la réalisation de divers travaux de recherche ayant contribué à la prise de décision dans la lutte contre ces maladies en Côte d’Ivoire. L’IPR entretient des collaborations étroites avec les Unités Mivegec et InterTryp de l'IRD dans le domaine du paludisme, de la THA et des arboviroses. L’IPR accueille deux chercheurs de l’UMR Mivegec et un de l’unité InterTryp. L’Institut national de la santé publique (INSP) a signé un accord cadre de coopération scientifique et technique avec l’IRD, pour le renforcement de la lutte contre les maladies à transmission vectorielle. Cette collaboration entre ces deux institutions renforce les capacités de recherche de l’Institut Pierre Richet (IPR). Il se situe dans la continuité de l’accord de siège signé le 7 février 2013, entre le gouvernement de Côte d’Ivoire et l’IRD, et qui a permis l’implantation d’une nouvelle représentation de cet institut sur le campus de l’Université Félix Houphouët-Boigny d’Abidjan.
Sur le plan international, l’IPR collabore avec les UMR 177 et MIVEGEC de l’IRD (et est à ce titre membre du réseau ABC-Anopheles Biology & Control- pour l’évaluation des insecticides,). La station expérimentale de M’Bé est un Centre Collaborateur de l’OMS/WHOPES pour l’évaluation des nouveaux insecticides. L'IPR collabore avec : Innovative Vector Control Consortium (IVCC) pour la redynamisation des activités de recherche dans ses stations expérimentales ; le Laboratoire mixte international sur les maladies à vecteurs (LAMIVECT) et les autres partenaires associés à ce laboratoire mixte (Paludisme-THA).
L’IPR apporte un appui à la formation et l’encadrement des doctorats et étudiants en diplômes d'études approfondies (DEA), mais également aux Programmes Nationaux de Lutte contre la THA de la sous-région Ouest-Africaine.